# 山鴉屬
山鴉屬（学名：Pyrrhocorax）是雀形目鴉科的一属，包含兩个物种：紅嘴山鴉（P. pyrrhocorax）和黃嘴山鴉（P. graculus）。山鸦属是鸦科的基群，是山鸦亚科（Pyrrhocoracinae）里的唯一成员。澳大利亞的白斑翅山鴉雖然在名字上十分接近山鴉屬，實際上是屬於擬鴉科，和山鴉屬並無近親關係。
山鴉明顯特徵為漆黑的羽毛和顏色鮮豔的腿，鳥爪和鳥嘴，它們主要居住於歐亞大陸的南部山地地區和北非。很長的闊翼使它們具有高超的飛行技巧。兩種種類的山鴉都維持嚴謹的單一配對關係，它們的繁殖地多為峭壁上的洞穴或者裂縫。它們使用細條木棍築巢，雌性一年會產四到五個鳥蛋。它們的主食為草原上生活的小型無脊椎動物（如昆蟲類），在昆蟲稀少的冬天，它們也會從人類的遺棄物中尋找食品充飢。
人類的農業推廣是對山鴉主要的威脅，造成它們的地區性數量下降和範圍分散，但是其物種未受到滅絕的威脅。

## 分類學
對這一屬首次的作描述的卡爾·林奈於1758年在其著作《自然系統》（Systema Naturae）中將紅嘴山鴉命名為戴胜山鴉。他所定義的戴勝種包括了所有具有長而彎曲的鳥嘴和短而鈍的鳥舌的鳥類屬，其中甚至包括了隱䴉和戴勝，這些鳥屬和山鴉屬现在被证明完全沒有任何親緣關係。
卡爾·林奈在1766年的《自然系統》中首次提到了黃嘴山鴉。 雖然鴉屬是山鴉在鴉科中最近的近親，但由於它們所具有的獨特個性，山鴉最終被英國鳥類學家Marmaduke Tunstall於1771年在其著作《鳥類百科》中分類於一個全新的屬：山鴉屬。Pyrrhocorax衍生於古希臘語πύρρος (purrhos)，“火焰的顏色”和κόραξ (korax)，“渡鴉”。山鴉的英語名稱"Chough"原本是根據寒鴉（學名：Corvus monedula）的叫聲為其取的擬聲詞名稱，和寒鴉非常相似的紅嘴山鴉則由於早先在康沃爾郡非常常見而被人稱作“康沃爾寒鴉”然後再簡稱為“寒鴉”（中文譯名為了和寒鴉相區別同時取其居住地的特點而譯為山鴉）。
歐洲的更新世記錄中，有一種化石形態和黃嘴山鴉非常相似，甚至有時被分類為黃嘴山鴉的一支滅絕的亞種，或者被認為是紅嘴山鴉的史前形態，被命名為P. p. primigenius。通常認為現存八种红嘴山鴉和兩種黃嘴山鴉的亞種，雖然所有的這些亞種和指名亞種只有很輕微的區別。 紅嘴山鴉種的亞種之中最大的差異產生於早期從歐洲遷徙到亞洲和埃塞俄比亞半島的分支。
和山鴉血緣最接近的是典型的烏鴉，寒鴉，特別是其亞種Coloeus分支下的達烏里寒鴉，但山鴉屬不同於烏鴉的最大特徵在於它們具有鮮豔的鳥嘴和鳥爪，柔軟並沒有鯪片的爪弓以及短而濃密的鼻翼，同時山鴉那覆蓋全身的黑色鳥羽讓它們和具有特有的灰色區域的近親寒鴉有了明顯區別。這兩種山鴉還有一個特徵，它們是兩種特別的山鴉跳蚤（學名分別為：Frontopsylla frontalis 和F. laetus）的主要寄主，這兩種跳蚤的寄生在其他鴉科中並不常見。
澳大利亞的白斑翅山鴉（Corcorax melanorhamphos）儘管和山鴉屬具有相似的外形和習性，但是實際上和山鴉血緣卻非常的輕微，可以說它們是趨同演化的一個非常典型的例子。

## 分佈和習性

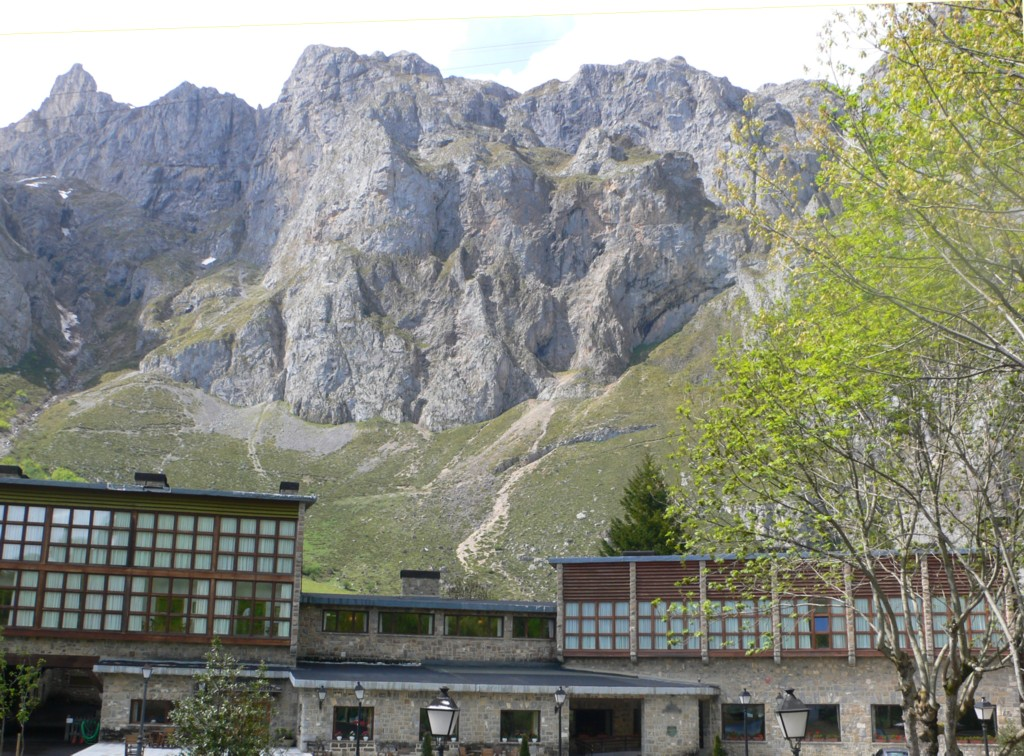
歐洲之尖是紅嘴和黃嘴山鴉的主要繁殖地之一

山鴉的主要繁殖地在山地地區，其分佈範圍非常廣闊：從摩洛哥和西班牙東部到南歐和阿爾卑斯山，再橫跨中亞和喜馬拉雅山脈一直到中國的西部地區。黃嘴山鴉還出現在科西嘉島和克里特島，而紅嘴山鴉的踪跡則更遍布愛爾蘭島，英國全島，曼島和埃塞俄比亞高原的兩個主要區域。所有的山鴉屬都不是遷徙類鳥類，它們只會偶爾在鄰近的國家徘回。
這些鳥們都是山地專家，雖然紅嘴山鴉有時也在愛爾蘭島，大不列顛和布列塔尼半島的沿岸峭壁安家，靠鄰近的短草草原或者沙質低地生養；還有少量在加那利群島的拉芭馬島的沿岸生活。大多數的紅嘴山鴉將分佈於歐洲高於海拔1,200米（3,900 英尺）或者分佈於北非高於海拔2,000米（6,600英尺）或者分佈於喜馬拉雅地區高於海拔2,400米（7,900英尺）的山地作為繁殖地。在這些山區的夏季，它們可以待在高達海拔6,000米（20,000）的位置，而已知的最高點為位於珠穆朗瑪峰地區海拔7,950米（26,080英尺）的位置。黃嘴山鴉則將分佈於歐洲高於海拔1,260米（4,130 英尺）或者處於摩洛哥高於海拔2,880米（9,450英尺）或者分佈於喜馬拉雅地區高於海拔3,500米（11,500英尺）的山地作為繁殖地。它們將巢駐在海拔6,500米(21,300英尺)的高點，遠遠高於其他任何鳥類，攀登喜馬拉雅的登山者曾經在在海拔8,200米(26,900英尺)的高處觀察到它們的踪跡。在兩種山鴉共存的地區，黃嘴山鴉的繁殖地往往高於紅嘴山鴉，因為它們相對於紅嘴山鴉更適應高海拔的生活。

## 描述
山鴉是中等體型的鴉科：成熟的紅嘴山鴉約39–40厘米(15–16英寸)長，雙翼展開長73–90厘米(29–35英寸)，而成熟的黃嘴山鴉體型稍小，約為37–39厘米(14.5–15.5英寸)長，雙翼展開長75–85厘米(30 –33英寸)。這些鳥和大多數的烏鴉一樣全身覆蓋了漆黑的鳥羽，但是顏色鮮豔的鳥嘴和鳥爪將它們明顯的和其他烏鴉分別開來：黃嘴山鴉如其名有著黃色的喙而紅嘴山鴉的鮮紅的嘴又長又彎；兩種山鴉的成鳥都有紅色的鳥爪。它們的異性之間區別不大，但幼鳥的喙比較鈍，而且體羽也較成鳥比較缺少光澤。其他生理上的區別請見下表：
| 特徵                                                                | 紅嘴山鴉                                             | 黃嘴山鴉                                         |
| ------------------------------------------------------------------- | ---------------------------------------------------- | ------------------------------------------------ |
| 體重                                                                | 285–380 克                                           | 191–244 克                                       |
| 翼長                                                                | 249–304毫米                                          | 250–274毫米                                      |
| 尾長                                                                | 126–145毫米                                          | 150–167毫米                                      |
| 踝骨長                                                              | 55–59毫米                                            | 41–48毫米                                        |
| 嘴長                                                                | 41–56毫米                                            | 31–37毫米                                        |
| 嘴的顏色                                                            | 紅                                                   | 黃                                               |
| 飛行時的外觀： 紅嘴山鴉的主羽運動幅度較黃嘴山鴉大，尾巴則顯得較短。 | Flying Red-billed Chough silhouetted against the sky | Flying Alpine Chough silhouetted against the sky |

兩種山鴉之間最大的區別是喙的顏色，同時紅嘴山鴉飛翔時大幅度運動的闊翼和較短的尾翼給人以相對於黃嘴山鴉完全不同的側影。它們飛翔時翅膀的節拍都很放鬆，常常會利用它們高超的技巧作出如同雜技般的飛行演出：利用峭壁的上升氣流翱翔，再合攏翅膀，利用扇形的尾翼翻滾著向海面俯衝。
紅嘴山鴉尖銳的，聽上去像是“chee-ow”的叫聲和其他鴉科，特別是和寒鴉非常相像，雖然它的叫聲較寒鴉還要更加的清脆和尖銳。相反的，黃嘴山鴉則發出一種和其他烏鴉完全不相同的聽上去像“sweeeooo”的連續鳴叫。兩種山鴉的較小體型的亞種的叫聲比較大體型的頻率偏高，可以認為它們的叫聲頻率和體型大小是呈反比的。

## 行為和生態

### 繁殖

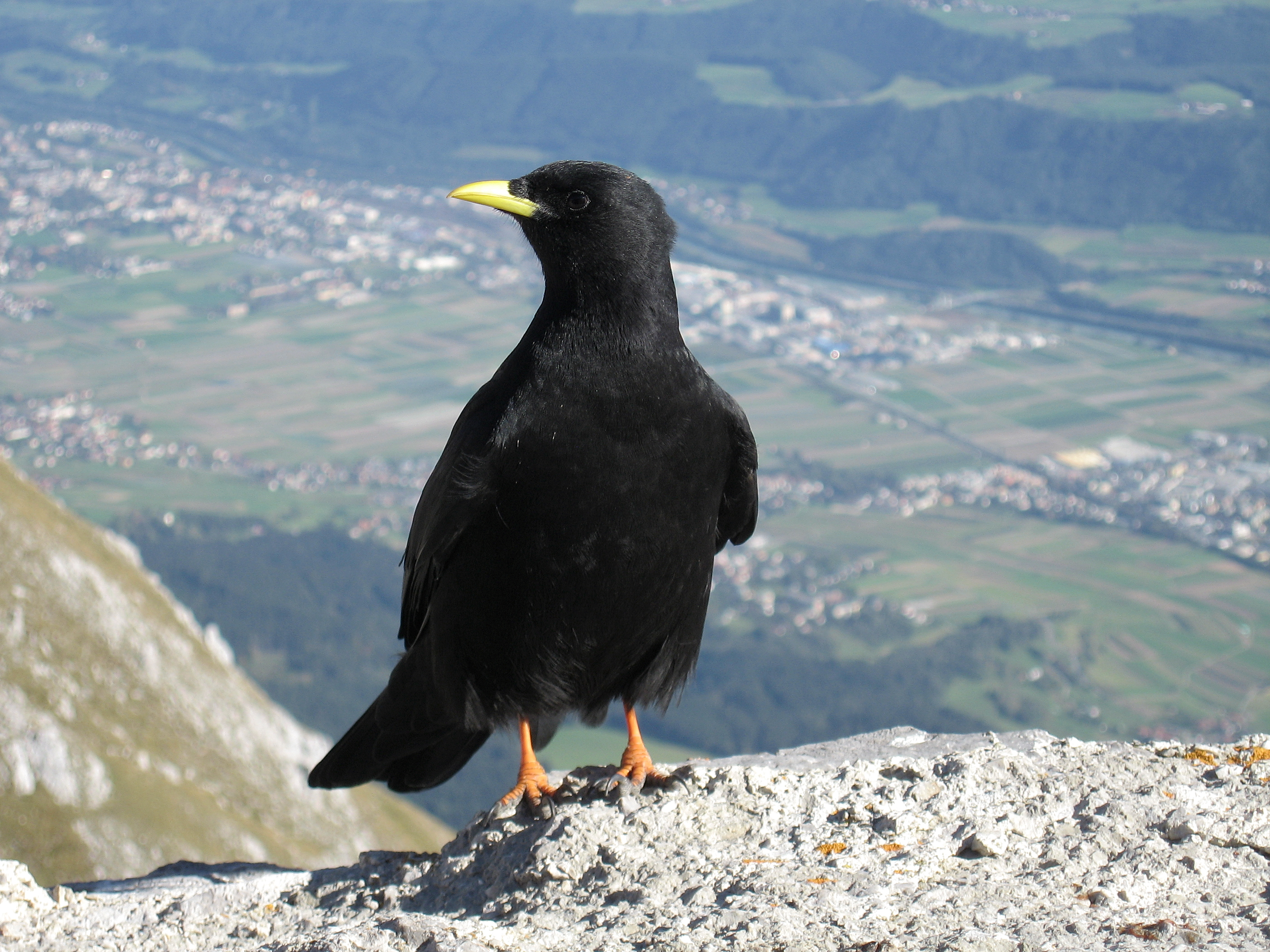
大多數的黃嘴山鴉在歐亞大陸南部的山區繁殖

山鴉是一夫一妻制，非常重視自己的伴侶，而且有返回原宗地繁殖的習慣。兩種山鴉都會建造一種用樹根，木棍和植物的莖為原料以草，堅韌的藤條和毛髮固定的大型的鳥巢。這些鳥巢常常築於峭壁的突起上，洞穴或相似的裂縫中，或是人類遺棄的建築物，採石場或是大壩上。紅嘴山鴉也會把巢築在還在使用的建築物上，如修道院。山鴉並非群居鳥類，雖然在合適的居住地，幾對山鴉會在很鄰近的地方築巢。
山鴉一般一次產三到五個帶棕斑或是灰斑的白色的鳥蛋，並由雌鳥單獨孵化。兩到三週後雛鳥就會破殼而出。紅嘴山鴉的雛鳥基本上是沒有毛的，但生活在高海拔的黃嘴山鴉的雛鳥則有一身（鳥類主羽下面的）細絨毛。雛鳥由兩隻親鳥共同撫養，黃嘴山鴉的雛鳥大概在孵化後29–31天長好羽毛，而紅嘴山鴉則需要31–41天。黃嘴山鴉比紅嘴山鴉晚一個月產卵，雖然它們的繁殖成功率和生殖行為非常相像。據推測這種兩個種類之間的相似性是由於相同的生活環境制約造成的。當年出生的紅嘴山鴉的幼鳥存活率為72.5%，而黃嘴山鴉的為77%。黃嘴山鴉成鳥的每年生存率為83–92%，紅嘴山鴉的生存率還沒有得到統計。

### 捕食

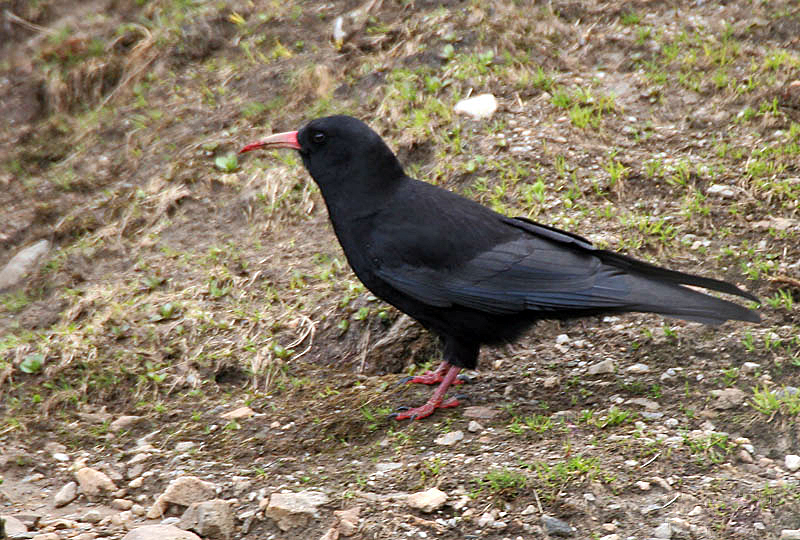
在喜馬拉雅山脈捕食的紅嘴山鴉

在夏季，兩種山鴉都是以小型無脊椎動物，如甲蟲，蝸牛，蝗蟲，毛蟲和蒼蠅的幼蟲等為主食。螞蟻是紅嘴山鴉的最愛，所以在紅嘴山鴉的聚集地，長有植被的地區可以免於鹽鹼化或是變得貧瘠。山鴉的喙可以很方便的從草叢中叼起物體，或是用於從土壤中掘出蟲蛹和其他無脊椎動物。紅嘴山鴉一般可以翻動2–3釐米(0.79–1.2英寸)的土壤，如果條件允許，它們甚至可以在地上挖掘10–20釐米(3.9–7.9英寸)的小洞。
植物的種子和果實也是山鴉的食物之一：紅嘴山鴉很喜歡吃掉落的穀粒；據報告，曾今因為它們爲了獲得麥粒對成熟麥穗的破壞造成了大麥的大量減產。黃嘴山鴉則在昆蟲稀少的季節更偏重於進食水果和漿果，冬季的時候更是依靠山區中的旅遊者聚集地，如滑雪場，垃圾堆積場和野營地為食物儲存地。兩種山鴉的種類都喜歡成群的在離繁殖地較遠的開闊地捕食，特別是在冬季，這種現象更加明顯。出外找食的旅程常常長達20千米(12英里)并跨越1,600米(5,200英寸)的海拔高度。在阿爾卑斯山脈，高達3,000米(9,800英尺)的滑雪場使黃嘴山鴉在冬季能夠生活在海拔更高的地方。
如果它們的旅行範圍重疊，兩種山鴉會在夏季一起捕食，雖然這樣會引起對食物的競爭。一項意大利的研究表明，紅嘴山鴉在冬季主要的植物類食物為頂冰花的球莖，而黃嘴山鴉則更喜歡漿果和薔薇果；在六月，紅嘴山鴉主食毛蟲，黃嘴山鴉則選擇大蚊的蛹；而夏末時節，黃嘴山鴉大量吞噬蝗蟲，而這個時候紅嘴山鴉將大蚊的蛹，蒼蠅的幼蟲和甲蟲加入它們的食譜。在喜馬拉雅山脈的東面，黃嘴山鴉主要生活在杜松森林，因為它們主要以杜松子為食，和它們生活在同樣地區的紅嘴山鴉卻在生態上和它們完全不同，因為紅嘴山鴉在同樣的季節則會在當地居民的牧場中挖掘食物。

### 天敵

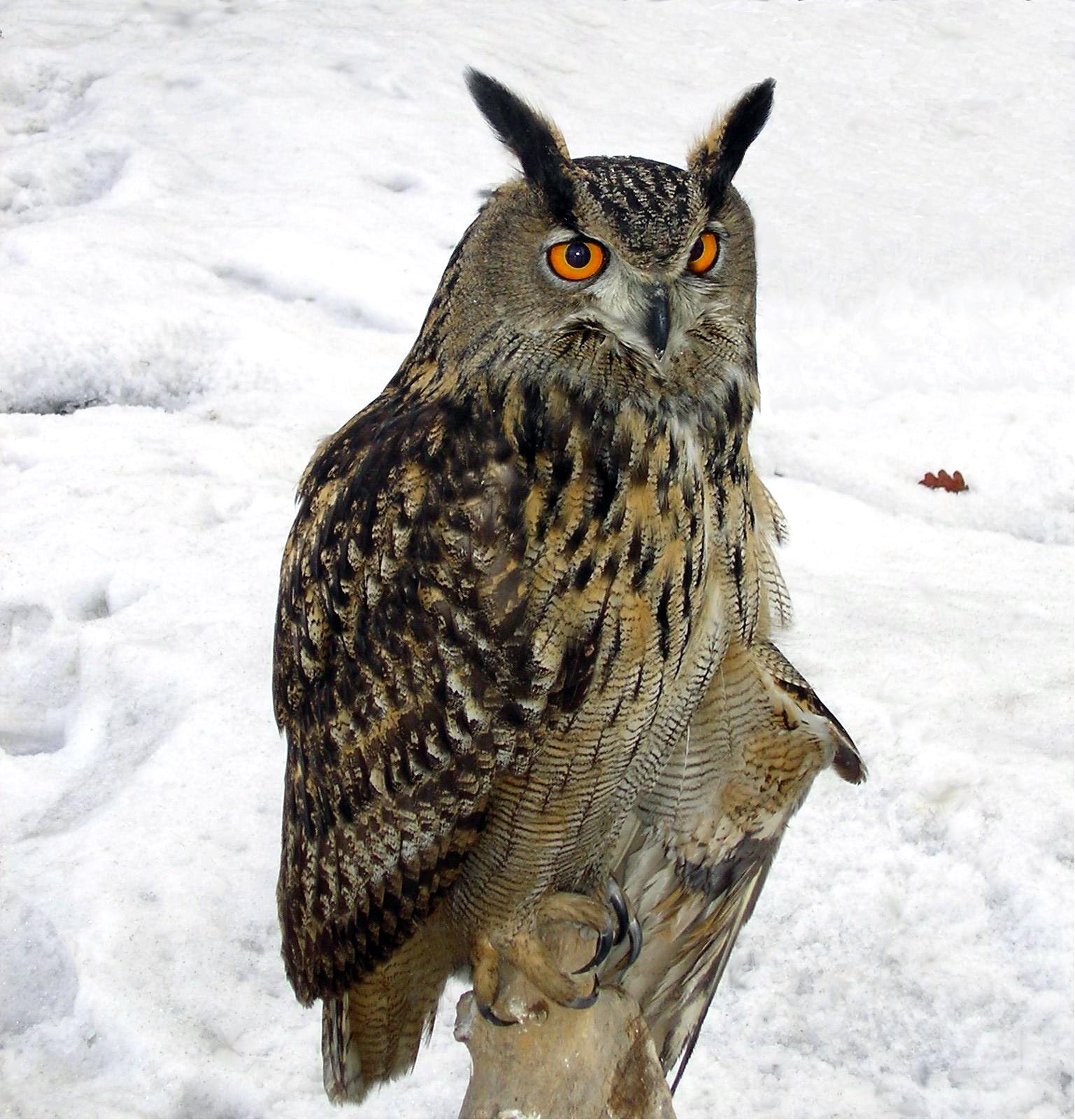
雕鴞是山鴉的天敵之一。

山鴉的天敵包括遊隼、金雕和雕鴞，同時渡鴉會以山鴉的雛鳥為食。在西班牙北部，紅嘴山鴉會選擇將巢築在黃爪隼的聚居地附近，因為這種只吃昆蟲的隼可以有效的阻擋一部分大型食肉性禽類從而使山鴉的繁殖率增高。紅嘴山鴉有時候會被大斑杜鵑寄生，這種杜鵑會將自己的卵放入寄主的巢並毀掉寄主的卵，其主要寄主為喜鵲。
山鴉是一些鳥類跳蚤的寄主，其中包括了兩種山鴉屬特有的額蚤種。其他有記錄的山鴉寄生種包括一種絛蟲（學名為Choanotaenia pirinica）和好幾種羽蝨（學名分別為：Brueelia, Menacanthus 和Philopterus）。紅嘴山鴉曾被發現被血液寄生蟲，如瘧原蟲，寄生，但是這種現象並不常見也幾乎不會引起大量傳染。它們的寄生物感染率遠遠低於其他雀形目的鳥類。

## 分佈形態

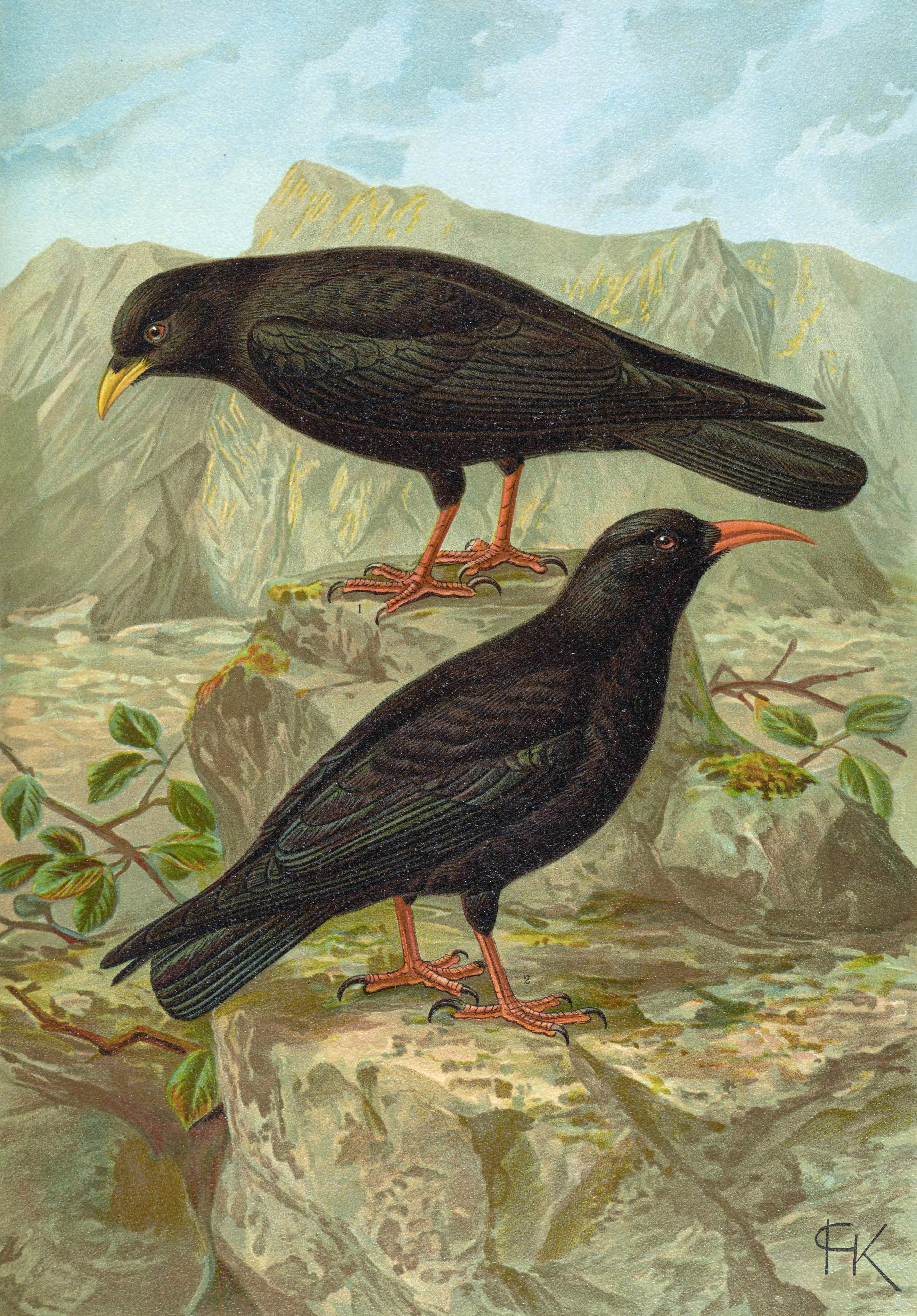
素描：站在岩石上的紅嘴山鴉與黃嘴山鴉
作者：约翰·弗里德里希·勞曼(1780–1857)

兩種 山鴉種 都數量眾多，其地域分佈非常廣泛，因此沒有一種列於全球銳減物種目錄IUCN（既10年內或者三代以內數量減少30%以上），所以它們被劃分為无危物种。儘管如此，一些山鴉，特別是生活在如科西嘉岛和拉芭馬島這種島地區的山鴉則非常孤立而且數量稀少。
山鴉在過去的地域分佈比現有要更加的廣闊，它們曾經生活在更加偏南和海拔更低的地方：黃嘴山鴉的繁殖地曾經最南達到了意大利的南部，現在它們數量的減少和地域分佈的縮小化還在加劇。紅嘴山鴉已經失去了它們在歐洲大陸曾經擁有的大片領地，而黃嘴山鴉也失去了很多在大陸東部的繁殖地。在加那利群岛，紅嘴山鴉從其中的兩個島上面消失了，而整個群島上已沒有了黃嘴山鴉的蹤跡。
山鴉大量減少的原因之一是因為開闊草地的流失和人類佔用，更長遠的影響來自全球变暖，這個原因讓山鴉不得不向海拔更高的高山氣候區遷移，使它們的生活範圍不斷縮小，以至於最後完全消失。
生活在海拔比較低的紅嘴山鴉受到的人類的干擾尤為嚴重，它們已經從原來處於高山地區的主要繁殖地消失；在歐洲山鴉已經被劃分為"易受傷害的"種類。現在只有在西班牙，山鴉還比較常見，它們將巢筑在那些靠近其原繁殖地的老建築上，而使它們的生活範圍得以擴大。

## 對文化的影響

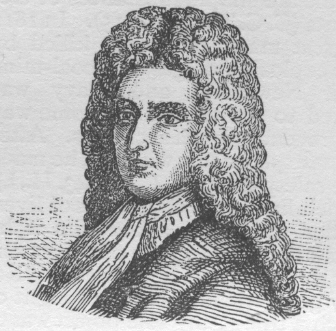
在丹尼尔·笛福的小說中記載過縱火的紅嘴山鴉

雖然大多數在山地生活的動物種類很少和人類接觸，但由於大量紅嘴山鴉生活在康沃爾郡，使它們和那裡的文化緊緊相連，康沃爾的紋章正是用山鴉作為標誌。在英國的傳說中，亚瑟王并沒有死，而是被變成了一隻紅嘴山鴉，所以當地的人認為傷害紅嘴山鴉會帶來黴運。
紅嘴山鴉曾被人稱為房屋慣偷，它們甚至會偷走燃燒的木頭或者燃著的蠟燭，這些燃燒的物體常常被它們用來點燃乾草堆或是茅草搭的屋頂。
由於生活在比較高的海拔，黃嘴山鴉直到人們開始登山運動后才大量為人所知，所以它們並沒有給人類留下深刻的印象。儘管如此，奥利维埃·梅西安的钢琴曲Catalogue d'oiseaux（鳥誌，1956–58）的第一部開場曲Le chocard des alpes（黃嘴山鴉）完美的描述了它們的特色和生活環境。